# Лель-ревю
«Лель-ревю» — еротичний ілюстрований журнал зарубіжної літератури та мистецтва. Аналогів не мав і не має досі ні в Україні, ні у Європі. Засновником і незмінним головним редактором журналу був поет і журналіст Сергій Чирков. Видавався з квітня 1994 по квітень 2000 року.

## Історія
Нове видання стартувало зі сторінок журналу «Лель», який на той момент мав дворічну історію. Перший номер «Леля-ревю» було підписано до друку 24 березня 1994р. Вийшов він на 52 сторінках і містив серед іншого твори класиків світової літератури Габріеля Гарсія Маркеса, Альфреда де Мюссе, Станіслава Лема, Ернеста Хемінгуея, Убейда Закані та інших.

5 липня 1995р. рішенням Експертної комісії Центрального державного архіву-музею літератури і мистецтва України «Лель-ревю» було визнано надбанням національної культури, а редакцію включено до джерел архівного комплектування країни.

Із листопада 1995 року — аби уникнути опосередкованих перекладів іноземних авторів — кожен третій номер редакція стала випускати російською мовою. У кризовий 2000 рік було зроблено спробу трансформувати «Лель-ревю» у книжкову серію кишенькового формату. Проте згодом видання часопису довелося зупинити, а вивільнені кошти спрямувати на фінансування базового часопису, яким залишався «Лель».
Журнал виходив під гаслом «З усіх мистецтв найважливішим є мистецтво кохання». За роки існування побачили світ 37 випусків «Леля-ревю».

## Автори журналу
Світова еротика у «Лелі-ревю» виходила у перекладах кращих фахівців України, відомих за перекладами зарубіжних класиків.
«Декамерон» Боккаччо подавався у виконанні Миколи Лукаша, а Гі де Мопасан — Максима Рильського. «Будуарну філософію» Маркіза де Сада, прозу Гора Відалаі французьку новелу українським читачам представляв Віктор Шовкун, Ернеста Хемінгуея і Альфреда де Мюссе — Володимир Митрофанов, Джона Апдайка — Юрій Попсуєнко, Полін Реаж — Юрій Шелест, французьку лірику різних часів — Всеволод Ткаченко. Проза і поезія російських авторів Аркадія Аверченка, Віктора Астаф'єва, Костянтина Вагінова, Володимира Войновича, Олександра Блока, Валерія Брюсова, Олександра Вертинського, Андрія Вознесенського та інших йшла у перекладах Сергія Чиркова.

## Інтерв'ю, статті, рецензії
- «Лель-ревю» — отличный журнал. От других тоже. — Газета «Киевские ведомости», 26.05.1994.
- «Лель» має працювати з повним навантаженням. — Газета «Молодь України», 10.11.1994.
- Мы за разнообразный секс в лоне семьи. — Газета «Независимость», 26.05.1995.
- Еротика — справа серйозна. — «Наша газета», № 62, 31.05.1995.
- А ви читаєте «Лель»? — Газета «Молодь України», 14.11.1995.
- З усіх мистецтв найважливішим є мистецтво кохання. — Газета «Молодь України», 30.05.1996.
- З погляду кохання. — Прямий ефір Українського радіо, 07.10.1996.
- «Лель» стає академіком. — Газета «Молодь України», 24.10.1996.
- Напередодні ювілею. — – Газета «Молодь України», 03.10.1997.
- Без «Леля» й сім'я — не сім'я? — Газета «Молодь України», 27.11.1997.
- А я люблю любов. — Газета «Літературна Україна», 21.12.2000.
- «Лель» святкує ювілей. — Газета «Порадниця», № 27(281), 04.07.2002.
- Ветеран эротического фронта широко празднует десятилетие. — Газета «Киевские ведомости», 22.06.2002
- Відзначимо ювілей «Леля» демографічним вибухом! — Газета «Молодь України», 02.07.2002.
- Живіть і кохайтеся разом із «Лелем». — Газета «Молодь України», 14.11.2002.
- Сергій Чирков: «Плейбой» і «Пентхауз» у кіосках з'явилися вже після того, як зник «Лель» [Архівовано 11 серпня 2013 у Wayback Machine.]